# Max Reimann

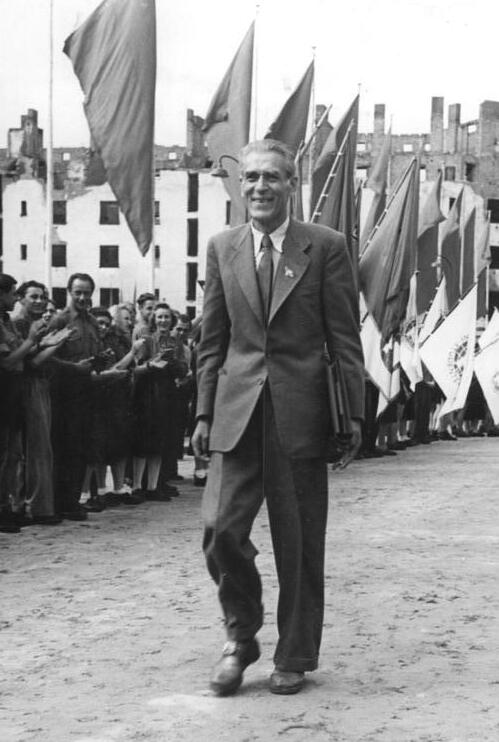
Max Reimann (1950)

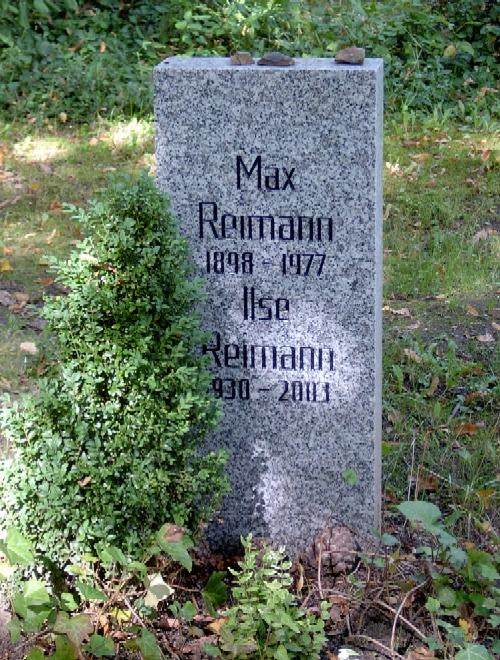
Grab von Max Reimann auf dem Zentralfriedhof Friedrichsfelde in Berlin

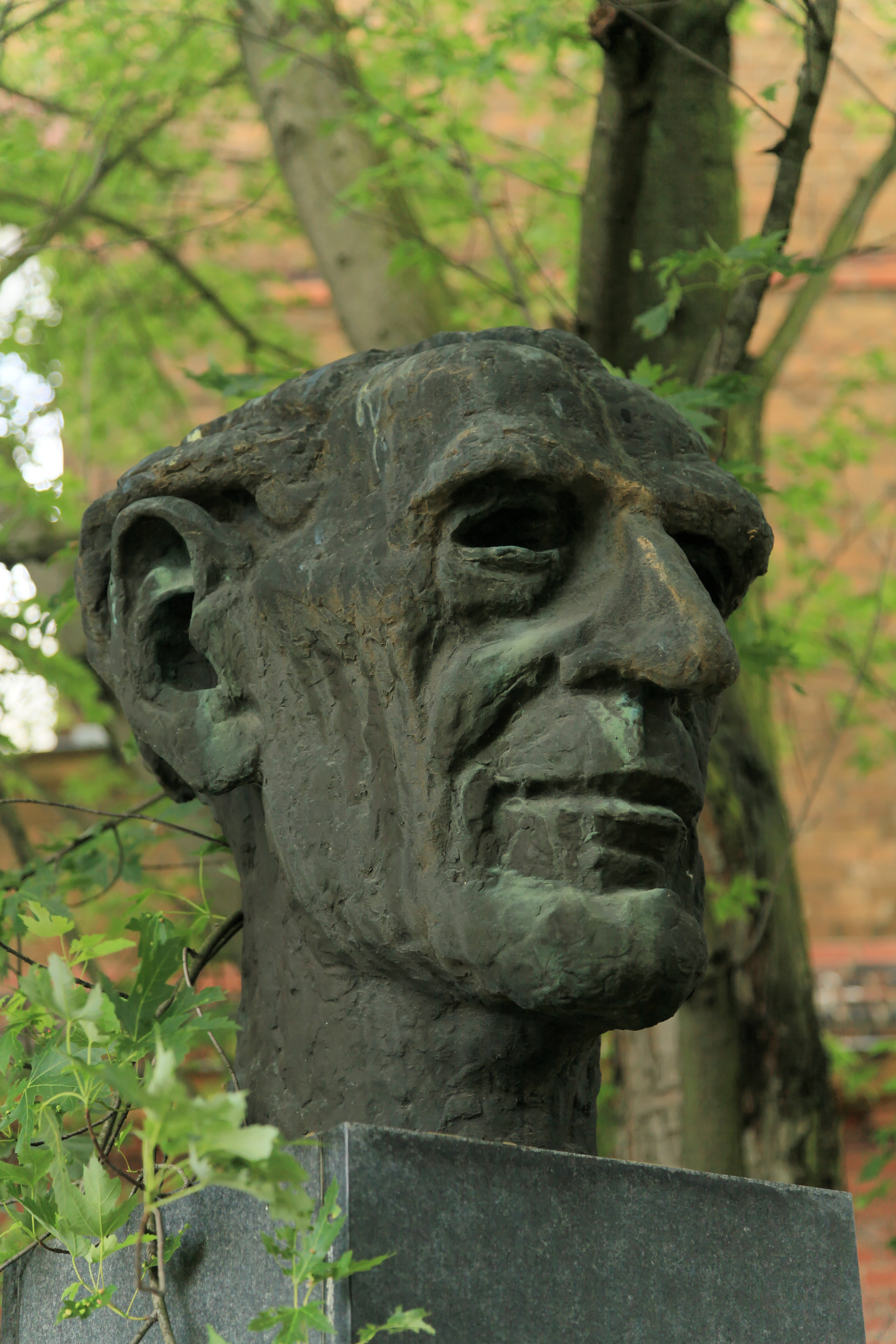
Max-Reimann-Büste in der Richard-Lehmann-Straße in Leipzig

Max Reimann (* 31. Oktober 1898 in Elbing; † 18. Januar 1977 in Düsseldorf) war ein deutscher Politiker (KPD, später DKP) und antifaschistischer Widerstandskämpfer.

## Leben

### Im Kaiserreich
Max Reimann wurde im westpreußischen Elbing als Sohn eines Metallarbeiters geboren. Von 1904 bis 1912 besuchte er die Volksschule in Elbing, von 1912 bis 1916 arbeitete er als Nieter, 1913 wurde er Mitglied des Deutschen Metallarbeiter-Verbandes und dessen Jugendleitung sowie der Sozialistischen Arbeiter-Jugend, 1916 auch des Spartakusbundes.

### Novemberrevolution & Weimarer Republik
Im Jahr 1918 wegen Teilnahme an Kämpfen gegen das Freikorps von der Goltz in Elbing zu einem Jahr Festungshaft verurteilt, verbrachte er die Haft in Königsberg. 1920 wechselte Reimann als Bergarbeiter nach Ahlen und trat dort dem Deutschen Bergarbeiter-Verband bei. Er wurde ehrenamtlicher Politischer Leiter der KPD Ahlen und ab 1921 hauptamtlicher KPD-Funktionär. 1923 nahm er an den aus der Ruhrbesetzung resultierenden Kämpfen im Ruhrgebiet teil und kam anschließend kurz in Haft. Von 1920 bis 1928 betrieb er Gewerkschaftsarbeit im KPD-Unterbezirk Hamm und war Mitbegründer der Kommunistischen Jugend Deutschlands im Unterbezirk Buer-Recklinghausen, wo er auch für die Aufnahme des aus der „Bourgeoisie“ stammenden Kurt Goldstein in den Jugendverband zuständig war. Ab 1926 war Reimann Mitglied der Leitung der Revolutionären Gewerkschafts-Opposition (RGO) des Deutschen Bergarbeiter-Verbandes und zwischen 1929 und 1932 Sekretär des KPD-Unterbezirks Hamm und 2. Sekretär der RGO im Ruhrgebiet. Außerdem gehörte er als eines der jüngsten Mitglieder der Leitung des KPD-Bezirkes Ruhrgebiet an und sprach im Januar 1933 auch auf dessen 14. und zugleich letztem legalen Bezirksparteitag vor dem Verbot durch die Nazis. Reimann wurde hier auch als Leitungsmitglied wiedergewählt.

### Im Nationalsozialismus
Ab 1933 war Reimann als Politischer Leiter der RGO Ruhr und ab Juni 1933 als Oberberater der RGO am Mittelrhein und in Köln in illegalem Einsatz politisch aktiv. 1934 zum Reichsleiter der RGO aufgestiegen, wurde er Mitarbeiter des Westeuropa-Sekretariats der Gewerkschaft in Paris. 1935 beteiligte er sich im Saargebiet am Wahlkampf zur Saarabstimmung, die für die Gegner des Nationalsozialismus verlorenging, und nahm in demselben Jahr am 7. Kongress der Kommunistischen Internationale in Moskau teil. 1939 arbeitete er im KPD-Auslandssekretariat in Prag sowie mehrfach illegal in Deutschland. Nach dem deutschen Einmarsch in Prag leitete er bis zu seiner Verhaftung am 4. April 1939 die Flucht von KPD-Kadern ins Ausland. Im Mai 1940 wurde Reimann wegen „Vorbereitung zum Hochverrat“ zu drei Jahren Gefängnis verurteilt. Die Haft begann im Gefängnis Hamm und setzte sich ab 1942 im KZ Sachsenhausen fort, dort wurde er Mitglied der illegalen Lagerleitung. 1944 erfolgte die Verlegung in das Außenlager in Falkensee. Max Reimann war gemeinsam mit anderen Häftlingen an der Selbstbefreiung des Lagers beteiligt.
Noch im Jahr 1945 nahm er an Beratungen zwischen regionalen Vertretern von KPD und SPD in Westfalen teil, bei denen u. a. auch Josef Ledwohn und Fritz Henßler sprachen.

### Nach 1945
Der 15. KPD-Parteitag im April 1946 delegierte Reimann neben elf weiteren Spitzenfunktionären (u. a. Kurt Müller, Walter Fisch, Fritz Sperling und Albert Buchmann) in den Parteivorstand der SED. Er – wie auch die anderen elf – mussten auf Anordnung der westlichen Besatzungsmächte jedoch wieder ausscheiden, da die SED im Westen nicht zugelassen war. 1948 wurde er Vorsitzender der westdeutschen KPD, nachdem er bereits zuvor die Partei in der britischen Besatzungszone geführt hatte.

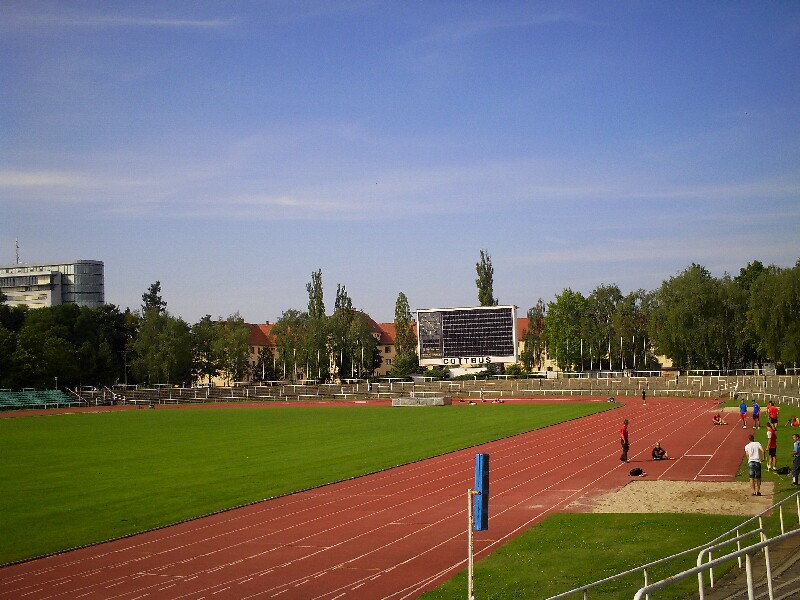
Ehemaliges Max-Reimann-Stadion in Cottbus

Von 1946 bis 1954 gehörte Reimann dem nordrhein-westfälischen Landtag an, zwischen 1946 und 1948 war er Mitglied des Zonenbeirates der britischen Besatzungszone und von 1947 bis 1949 Mitglied des Wirtschaftsrats der Bizone für Nordrhein-Westfalen. 1948/49 wurde er Mitglied des Parlamentarischen Rates und war Vorsitzender der KPD-Gruppe, anschließend 1949 bis 1953 Bundestagsabgeordneter und Fraktionsvorsitzender der KPD. Bekannt wurden seine Worte zur Ablehnung des Grundgesetzes durch die KPD: 
„Wir unterschreiben nicht. Es wird jedoch der Tag kommen, da wir Kommunisten dieses Grundgesetz gegen die verteidigen werden, die es angenommen haben!“
Am 13. Juni 1950 verabschiedete der Bundestag gegen die Stimmen der KPD-Fraktion einen Entschließungsantrag gegen die Bestätigung der Oder-Neiße-Grenze zwischen der DDR und der Volksrepublik Polen. Reimann verlangte eine Aussprache im Parlament zur Thematik, woraufhin ihm  Bundestagspräsident Erich Köhler nicht das Wort erteilte. Weil Reimann daraufhin nicht das Redepult räumte, wurde dieser wegen unparlamentarischen Verhaltens für 30 Sitzungstage von der Teilnahme an Plenarsitzungen ausgeschlossen.
Reimann lehnte das Besatzungsstatut vehement ab und bezeichnete es als „Kolonialisierung“ Westdeutschlands. Einem Haftbefehl entzog er sich 1954 durch Übersiedlung in die DDR. Er leitete von dort weiter die Partei, auch nach dem KPD-Verbot 1956, ab 1957 als 1. Sekretär des Zentralkomitee der illegalen KPD.

#### Parteiinterne Säuberungen 1950
Im März 1950 spielte Max Reimann eine bedeutende Rolle bei den von Moskau aus gesteuerten parteiinternen Säuberungen im Zuge der Noel-Field-Affäre. So wurde unter anderem der stellvertretende KPD-Parteivorsitzende und nordrhein-westfälische Bundestagsabgeordnete Kurt Müller durch ein Telefonat mit Max Reimann nach Ost-Berlin gebeten. Nach einem Gespräch mit Walter Ulbricht wurde Müller noch im ZK-Gebäude verhaftet und in das zentrale Untersuchungsgefängnis der Staatssicherheit in Berlin-Hohenschönhausen verbracht. Kurz darauf wurde er von einem sowjetischen Gericht zu 25 Jahren Haft verurteilt und in die Sowjetunion verschleppt. Die Verhöre wurden vom damaligen stellvertretenden Minister für Staatssicherheit Erich Mielke persönlich durchgeführt. Neben Müller wurden u. a. auch der Fraktionsvorsitzende der KPD im Hessischen Landtag Leo Bauer, der Hamburger KPD-Landesvorsitzende Willi Prinz und Müllers Nachfolger als stellvertretender KPD-Parteivorsitzender Fritz Sperling nach Ost-Berlin gelotst und dort verhaftet. Die Verhafteten wurden während der Verhöre durch das Ministerium für Staatssicherheit der DDR und den sowjetischen Geheimdienst MWD gefoltert, anschließend wurden sie in Schauprozessen zu langjährigen Haftstrafen in Arbeitslagern und Zuchthäusern verurteilt. Reimann setzte sich für die Freilassung von Sperling ein. Fritz Sperling starb bereits zwei Jahre nach seiner Haftentlassung, 46-jährig, an den Folgen der erlittenen Misshandlungen.

#### Überleitung der KPD in die DKP
Von Ost-Berlin aus trat Reimann für die Wiederzulassung der KPD in der Bundesrepublik ein. Als die SED sich 1968 entschloss, mit KPD-Funktionären wie Kurt Bachmann, Herbert Mies und anderen eine legale kommunistische Partei in der Bundesrepublik Deutschland einzurichten, beharrte Reimann zunächst weiter darauf, stattdessen für die Aufhebung des KPD-Verbots einzutreten. Erst als nach Willy Brandts Treffen mit Breschnew im September 1971 auf der Krim erkennbar war, dass der DKP kein Verbot drohte, fand Reimann sich im September 1971 bereit, der neuen Partei beizutreten.
1968 kehrte er in die Bundesrepublik Deutschland zurück. Ab 1971 war er Ehrenvorsitzender der DKP. Er wurde in Düsseldorf auf dem Stoffeler Friedhof beerdigt. Nach dem Tod seiner Frau Ilse Reimann veranlasste die Familie die Umbettung der beiden Urnen auf den Zentralfriedhof Berlin-Friedrichsfelde (Gräberanlage für Opfer des Faschismus und Verfolgte des Naziregimes).

## Veröffentlichungen
- Die Bedeutung des III. Parteitages der SED für Westdeutschland. In: Wissen und Tat, 1950, Heft 8, S. 17.
- mit Franz Dahlem: Die nächsten Aufgaben der KPD. Reden auf der Konferenz der Westdeutschen Gastdelegierten zum II. Parteitag der SED. Hagen/Westfalen 1951.
- Die neue Lage und die Aufgaben der Partei. XIV. Tagung des Parteivorstandes der Kommunistischen Partei Deutschlands am 30. Mai 1954. Dietz, Berlin 1954.
- Für dauerhaften Frieden, Demokratie und Fortschritt. Der 20. Parteitag und unsere Aufgaben. In: Wissen und Tat, 1956, Heft 4, S. 23–40.
- Im Interesse der Kräfte des Friedens. In: Probleme des Friedens und des Sozialismus, Berlin 1966, Heft 6, S. 440–441.
- Die Verschärfung der Lage und die westdeutsche Arbeiterbewegung. Aus dem Referat des Genossen Max Reimann auf der 7. Tagung des ZK der KPD. In: Wissen und Tat, 1966, Heft 5/6, S. 2–35.
- mit Willi Mohn, Max Schäfer: Der XXIII. Parteitag der KPdSU und seine Beschlüsse – eine starke Waffe in unserem Kampf für Frieden, Demokratie und soziale Sicherheit. In: Wissen und Tat, 1966, Heft 7/8, S. 6–13.
- Das Zusammenwirken von Kommunisten und Sozialdemokraten – die wichtigste Voraussetzung für die Herstellung der Aktionseinheit der Volkskräfte. Auszüge aus der Rede auf der 8. Tagung des Zentralkomitees der KPD. In: Neues Deutschland, 29. Juli 1966, S. 4.
- Die Lage nach der Bonner Regierungsbildung und die nächsten Aufgaben der KPD. Aus dem Referat auf der 9. Tagung des Zentralkomitees der KPD. In: Neues Deutschland, 31. Dezember 1966, S. 5.
- Referat vor der 10. Tagung des ZK der KPD. In: Wissen und Tat, 1967, Heft 6, S. 2–15.
- Streiflichter aus dem Leben eines Kommunisten – Franz Ahrens über Max Reimann. Dötze, Hamburg 1968.
- 10 Jahre Marxistische Blätter. In: Marxistische Blätter, Bonn 1973, Heft 6, S. 15–17.
- Entscheidungen 1945–1956. Verlag Marxistische Blätter, Frankfurt am Main 1973, ISBN 3-88012-166-4.

## Ehrungen
In der DDR sind mehrere Straßen nach ihm benannt worden, die teilweise bis heute so heißen.
- In der Stadt Eberswalde wurde ab den 1970er Jahren eine Neubausiedlung Max-Reimann-Viertel (heute Brandenburgisches Viertel) genannt.
- Die Max-Reimann-Straße am Freibad in Kleinmachnow ist nach ihm benannt, da er dort während seiner Zeit in der DDR lebte.
- Auf Rügen ist in Altenkirchen, im Norden der Insel, eine Straße nach ihm benannt.
- In Deutzen, einem Ortsteil von Neukieritzsch, ist eine Straße nach ihm benannt.
- In Ladebow, einem Stadtteil Greifswalds, existiert ebenfalls eine Max-Reimann-Straße.
- Der in Kleinmachnow ansässige Kraftfahrzeug-Instandsetzungsbetrieb wurde auch nach ihm benannt (VEB KIB „Max Reimann“).
- Das Max-Reimann-Stadion in Cottbus war nach ihm benannt.
- Das Schwellenwerk in Zernsdorf, heute ein Ortsteil von Königs Wusterhausen, trug seinen Namen.
- 1952 erhielt das Gaswerk in Leipzig den Namen „Max Reimann“.
- In der Leipziger Richard-Lehmann-Straße befindet sich eine Max-Reimann-Büste.